# Mennesker I Kina
|  | Denne artikel er oprettet af botten PalnaBot ud fra en ekstern database. Den kan derfor have sproglige fejl eller mangler. Denne skabelon kan fjernes efter kontrol af indholdet. |

Mennesker I Kina er en film instrueret af Svend Heering.

## Handling
Strandtur, skovtur, togrejse. Almindelige bykinesere når de holder fri.